# Colonia Nuevo México, Silao de la Victoria
Colonia Nuevo México är en ort i Mexiko.   Den ligger i kommunen Silao de la Victoria och delstaten Guanajuato, i den centrala delen av landet, 300 km nordväst om huvudstaden Mexico City. Colonia Nuevo México ligger 1 797 meter över havet och antalet invånare är 4 425.
Terrängen runt Colonia Nuevo México är huvudsakligen platt, men åt nordost är den kuperad. Terrängen runt Colonia Nuevo México sluttar söderut. Runt Colonia Nuevo México är det tätbefolkat, med 257 invånare per kvadratkilometer. Närmaste större samhälle är Silao, 7,6 km sydost om Colonia Nuevo México. Trakten runt Colonia Nuevo México består till största delen av jordbruksmark.